# Comodo Dragon
Comodo Dragon je freewarový internetový prohlížeč postavený na jádře Google Chrome, rozhraní je podobné Google Chromu a Mozilla Firefoxu. Nejsou v něm implementovány funkce potenciálně ohrožující soukromí, obsahuje vlastní zabezpečení stránek. Má certifikaci SSL (Secure Sockets Layer).

## Funkce Comodo Dragon
- Vlastní vestavěný updater
- Kodek H.264
- Google překladač
- Vestavěná PDF čtečka
- Obsahuje blokování phishingu a jiných škodlivých stránek